# Osbaldo Lastra
Osbaldo Lupo Lastra García (Cantón San Lorenzo, Provincia de Esmeraldas, Ecuador, 12 de junio de 1985) es un exfutbolista ecuatoriano. Jugaba de volante defensivo y su último equipo fue el Guayaquil F.C de la Segunda Categoría de Ecuador.

## Trayectoria
Lastra jugó en clubes como Atlético Jubones, Audaz Octubrino, Deportivo Quito, Aucas, Técnico Universitario, Deportivo Azogues, Macará.
En 2013 llega a Emelec, en este club alcanza su mejor nivel, siendo ocasionalmente convocado a la selección nacional, y con el que fue campeón de Ecuador los años 2013, 2014, 2015 y 2017.
El 2019 pasa a Barcelona SC, donde esporádicamente fue capitán del equipo.

## Selección nacional
En abril del 2014, estando en Emelec, Osbaldo Lastra fue convocado por primera vez a la Selección de fútbol de Ecuador, dirigida por el técnico Reinaldo Rueda, para un microciclo.
En el 2015 queda en los 23 que participaron en la Copa América 2015.

### Participaciones en Copas América
| Copa              | Sede  | Resultado     | Partidos | Goles |
| ----------------- | ----- | ------------- | -------- | ----- |
| Copa América 2015 | Chile | Primera ronda | 2        | 0     |

### Partidos internacionales
Actualizado al último partido disputado el 26 de marzo de 2019.
| \| N.° \| Fecha \| Ciudad \| Rival \| Resultado \| Resultado \| Competencia \| \| --- \| ------------------- \| ---------------- \| --------- \| --------- \| --------- \| ----------------- \| \| 1. \| 28 de marzo de 2015 \| Los Ángeles \| México \| 0-1 \| Derrota \| Amistoso \| \| 2. \| 31 de marzo de 2015 \| Nueva York \| Argentina \| 1-2 \| Derrota \| Amistoso \| \| 3. \| 3 de junio de 2015 \| Ciudad de Panamá \| Panamá \| 1-1 \| Empate \| Amistoso \| \| 4. \| 6 de junio de 2015 \| Guayaquil \| Panamá \| 4-0 \| Victoria \| Amistoso \| \| 5. \| 11 de junio de 2015 \| Santiago \| Chile \| 0-2 \| Derrota \| Copa América 2015 \| \| 6. \| 19 de junio de 2015 \| Rancagua \| México \| 2-1 \| Victoria \| Copa América 2015 \| |                     |                  |           |           |           |                   |
| N.° | Fecha               | Ciudad           | Rival     | Resultado | Resultado | Competencia       |
| 1. | 28 de marzo de 2015 | Los Ángeles      | México    | 0-1       | Derrota   | Amistoso          |
| 2. | 31 de marzo de 2015 | Nueva York       | Argentina | 1-2       | Derrota   | Amistoso          |
| 3. | 3 de junio de 2015  | Ciudad de Panamá | Panamá    | 1-1       | Empate    | Amistoso          |
| 4. | 6 de junio de 2015  | Guayaquil        | Panamá    | 4-0       | Victoria  | Amistoso          |
| 5. | 11 de junio de 2015 | Santiago         | Chile     | 0-2       | Derrota   | Copa América 2015 |
| 6. | 19 de junio de 2015 | Rancagua         | México    | 2-1       | Victoria  | Copa América 2015 |

## Clubes
| Club                  | País    | Año         |
| --------------------- | ------- | ----------- |
| S.D. Aucas            | Ecuador | 2008        |
| Técnico Universitario | Ecuador | 2008 - 2009 |
| S.D. Aucas            | Ecuador | 2009        |
| Deportivo Azogues     | Ecuador | 2010        |
| Macará                | Ecuador | 2011 - 2012 |
| C.S. Emelec           | Ecuador | 2013 - 2018 |
| Barcelona S.C.        | Ecuador | 2019        |
| Guayaquil F.C         | Ecuador | 2020 -      |

## Palmarés

### Campeonatos nacionales
| Título             | Club        | País    | Año  |
| ------------------ | ----------- | ------- | ---- |
| Serie A de Ecuador | C.S. Emelec | Ecuador | 2013 |
| Serie A de Ecuador | C.S. Emelec | Ecuador | 2014 |
| Serie A de Ecuador | C.S. Emelec | Ecuador | 2015 |
| Serie A de Ecuador | C.S. Emelec | Ecuador | 2017 |

### Distinciones individuales
| Distinción                                          | Club        | País    | Año  |
| --------------------------------------------------- | ----------- | ------- | ---- |
| Mejor Centrocampista del Ecuador Serie A de Ecuador | C.S. Emelec | Ecuador | 2013 |
| 11 Ideal de la Serie A de Ecuador                   | C.S. Emelec | Ecuador | 2013 |
| 11 Ideal de la Serie A de Ecuador                   | C.S. Emelec | Ecuador | 2014 |
| 11 Ideal de la Serie A de Ecuador                   | C.S. Emelec | Ecuador | 2015 |